# Рашид Волас
Рашид Волас (енгл. Rasheed Wallace; Филаделфија, Пенсилванија, 17. септембар 1974) бивши је амерички кошаркаш, а садашњи кошаркашки тренер. Играо је на позицијама крилног центра и центра.
На НБА драфту 1995. одабрали су га Вашингтон булетси као 4. пика.
Држи рекорд у НБА по броју техничких грешака у једној сезони, и рекорд по броју утакмица у којима је био удаљен са терена.

## Успеси

### Клупски
- Детроит пистонси:
  - НБА (1): 2003/04.

### Појединачни
- НБА Ол-стар меч (4): 2000, 2001, 2006, 2008.
- Идеални тим новајлија НБА — друга постава: 1995/96.